# Auf einmal war es Liebe
Auf einmal war es Liebe ist ein deutscher Fernsehfilm des Regisseurs André Erkau aus dem Jahr 2019. Der Spielfilm basiert auf einem Drehbuch Erkaus und handelt von dem Hamburger Spielwarenverkäufer Jakob, verkörpert von Kostja Ullmann, der nach sieben Jahren seine Jugendliebe Marie wiedertrifft. Er lässt diese glauben, er sei inzwischen ein erfolgreicher Fotograf, um seiner Ex-Freundin zu imponieren. Dabei verstrickt er sich in einem Netz aus Halb- und Unwahrheiten. Neben Ullmann traten unter anderem Kim Riedle, Johannes Allmayer, Julia Hartmann, Bastian von Bömches und Angela Roy vor die Kamera.

## Handlung
Auch siebeneinhalb Jahre nach der Trennung hängt Jakob noch immer seiner Jugendliebe Marie nach. Während sie zwischenzeitlich nach New York City ausgewandert ist und geheiratet hat, hat sich bei ihm nur wenig verändert. Er jobbt weiterhin als Verkäufer in der Spielwarenabteilung eines Kaufhauses und bewohnt noch immer sein nahegelegenes 1-Zimmer-Apartment. Als Marie nach all der Zeit plötzlich im Kaufhaus auftaucht, ist es erneut um ihn geschehen. Auch bei ihr keimen alte Gefühle auf, als sie Jakob beim Blumengießen im Loft seines Nachbarn aufsucht und annimmt, dass aus ihm inzwischen ein erfolgreicher Fotograf geworden ist. Sie erklärt Jakob, dass sie zwar verheiratet ist, aber ihr Ehemann distanziert zu ihr ist. Jakob, der die Wohnung nur in Abwesenheit seines Nachbarn beaufsichtigt, klärt den Irrtum nicht auf, in der Hoffnung, ihre Beziehung wieder aufleben lassen zu können.
Schnell verstrickt er sich in einem Netz aus Notlügen und Halbwahrheiten. Mit Hilfe seines Freundes Torsten, der im Kaufhaus als Detektiv arbeitet, überarbeitet Jakob seine Vita und gibt eine Vergangenheit vor, die ihn erfolgreicher und erwachsener darstellen soll, als er in Wirklichkeit ist. Auch seine neue Kollegin Lotte und deren elfjähriger Sohn Ben, die nach einem Rohrbruch zeitweise aus ihrer Wohnung müssen, unterstützen Jakob bei seiner Farce, nachdem er sie während der Bauarbeiten vorübergehend das Loft bewohnen lässt. So geben sie sich zum Dank als Jakobs von ihm getrennt lebende Frau und Stiefsohn aus, nachdem Marie aufgrund einer von ihr entdeckten Widmung des eigentlichen Fotografen denkt, Jakob habe eine Familie, und laden Marie zum Essen ein.
Beim gemeinsamen Abendessen am dritten Advent eskaliert die Situation, als unerwartet Till Fichte, Jakobs herablassender Chef, vor der Tür steht und Lotte besuchen will. Dieser entpuppt sich nicht nur als Lottes Affäre, sondern auch als Maries Ex-Mann. Während die verzweifelte Marie der Situation entflüchtet, kommt es zwischen Jakob und Till zu einem Handgemenge, das Torsten mit einem Elektroschocker stoppen kann und in dessen Folge sie beide von Fichte entlassen werden. Während Lotte die Affäre mit Fichte beendet, rennt Jakob Marie in die Nacht hinterher. Als er sie einholen kann, kommt es zum Kuss, doch Jakob stellt dabei fest, dass sie sich im Laufe der Jahre verändert haben und sie beide als Paar keine zweite Chance haben. Von der Realität eingeholt, kommt es zwischen ihm und Lotte am folgenden Morgen zum Streit, woraufhin sie auszieht.
Im Gespräch mit seiner Mutter realisiert Jakob, dass er sich inzwischen in Lotte verliebt hat. Als er ihr auf dem Fußballplatz seine Liebe gesteht, reagiert diese jedoch abweisend und er zieht entmutigt von dannen. Kurze Zeit später wird er von Ben aufgesucht, der ihn zu einem zweiten Anlauf ermutigt, woraufhin sie einen Plan ausarbeiten, in welchem Jakob Lotte im Kaufhaus als Weihnachtsmann verkleidet überrascht. Noch ehe er seine Liebeserklärung beenden kann, lässt Fichte ihn jedoch von seinen Sicherheitsleuten abführen. Lotte sucht Jakob daraufhin auf seinem Minigolfplatz auf, welchen er zwischenzeitlich gekauft und großzügig renoviert hat. Sie versöhnen sich mit einem Kuss und begehen gemeinsam mit ihrer Familie sowie Torsten und Marie den Weihnachtsabend.

## Produktion

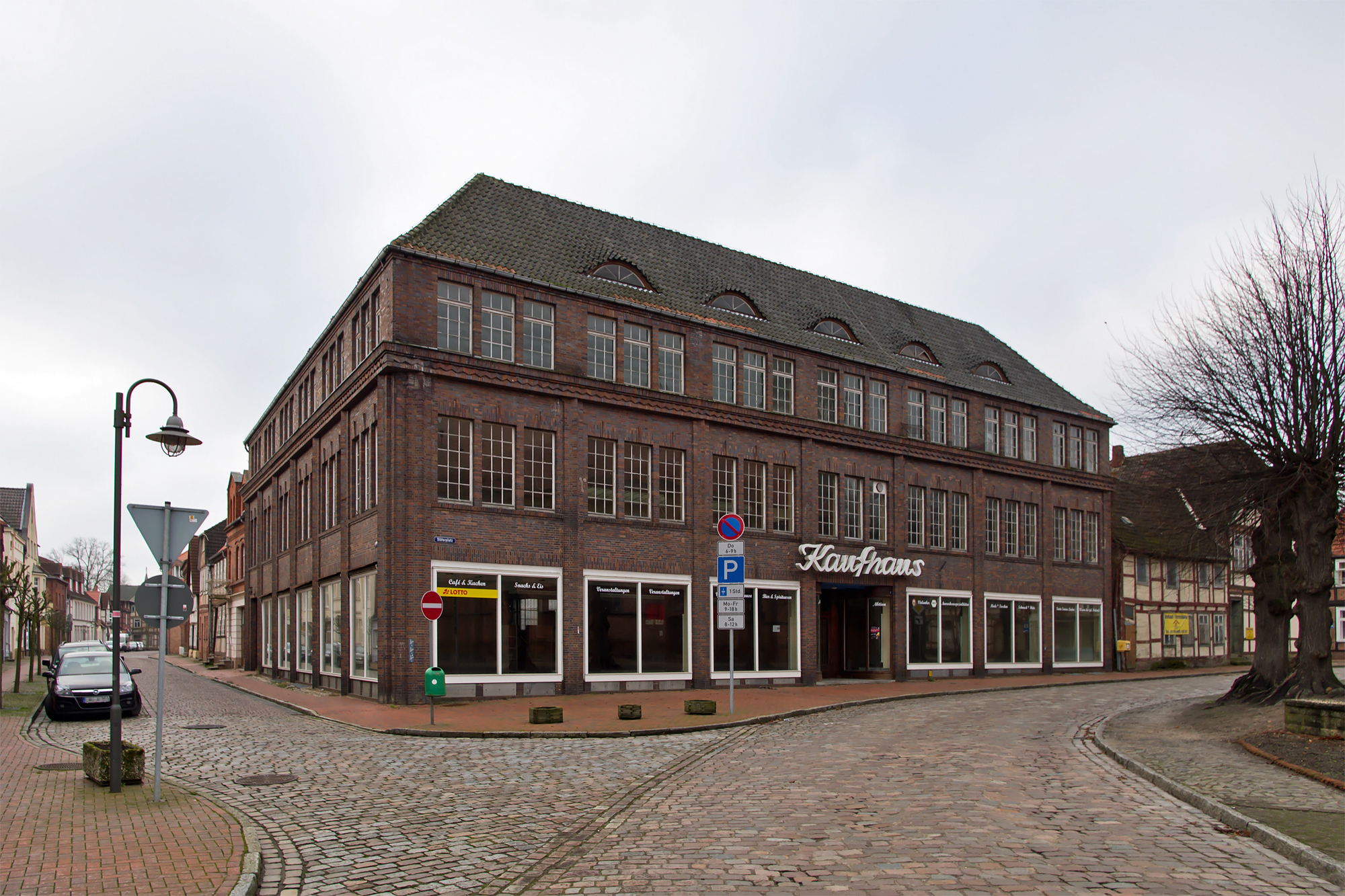
Als Drehort fungierte auch das denkmalgeschützte Kaufhaus im Altstadtkern von Dömitz.

Realisiert wurde die weihnachtliche Liebeskomödie von der Wüste Film unter der Leitung von Uwe Kolbe und Björn Vosgerau im Auftrag der ARD Degeto. Die Arbeitstitel lauteten Schon wieder für immer und Wahre Liebe kommt ganz leise. In Hamburg wurde unter am Minigolfplatz zwischen Burgunderweg und Teutonenweg im Stadtteil Niendorf sowie in Nähe des Containerterminals Burchardkais am Hamburger Hafens und im Flughafen gefilmt. Szenen rund um das in einem Hamburger Vorort angesiedelte Kaufhaus entstanden im denkmalgeschützten Rudolf-Karstadt-Kaufhaus im historischen Altstadtkern in Dömitz. Für die Dreharbeiten wurde das Gebäude komplett neu „mit gekauften und geliehen Dingen“ bestückt.
Die Musik zum Film steuerte Komponist Daniel Hoffknecht bei. Zu den Weihnachtsliedern, die im Laufe des Films zu hören sind, gehören unter anderem T-Cheezys Twelve Minutes of Christmas sowie Mariah Careys All I Want for Christmas Is You. Des Weiteren werden die Lieder The Only One I Know von The Charlatans und Maybe Tomorrow von Stereophonics sowie instrumentale Interpretation der Weihnachtslieder Jingle Bells, Have Yourself a Merry Little Christmas und Let It Snow! Let It Snow! Let It Snow! eingespielt.

## Rezeption

### Kritik

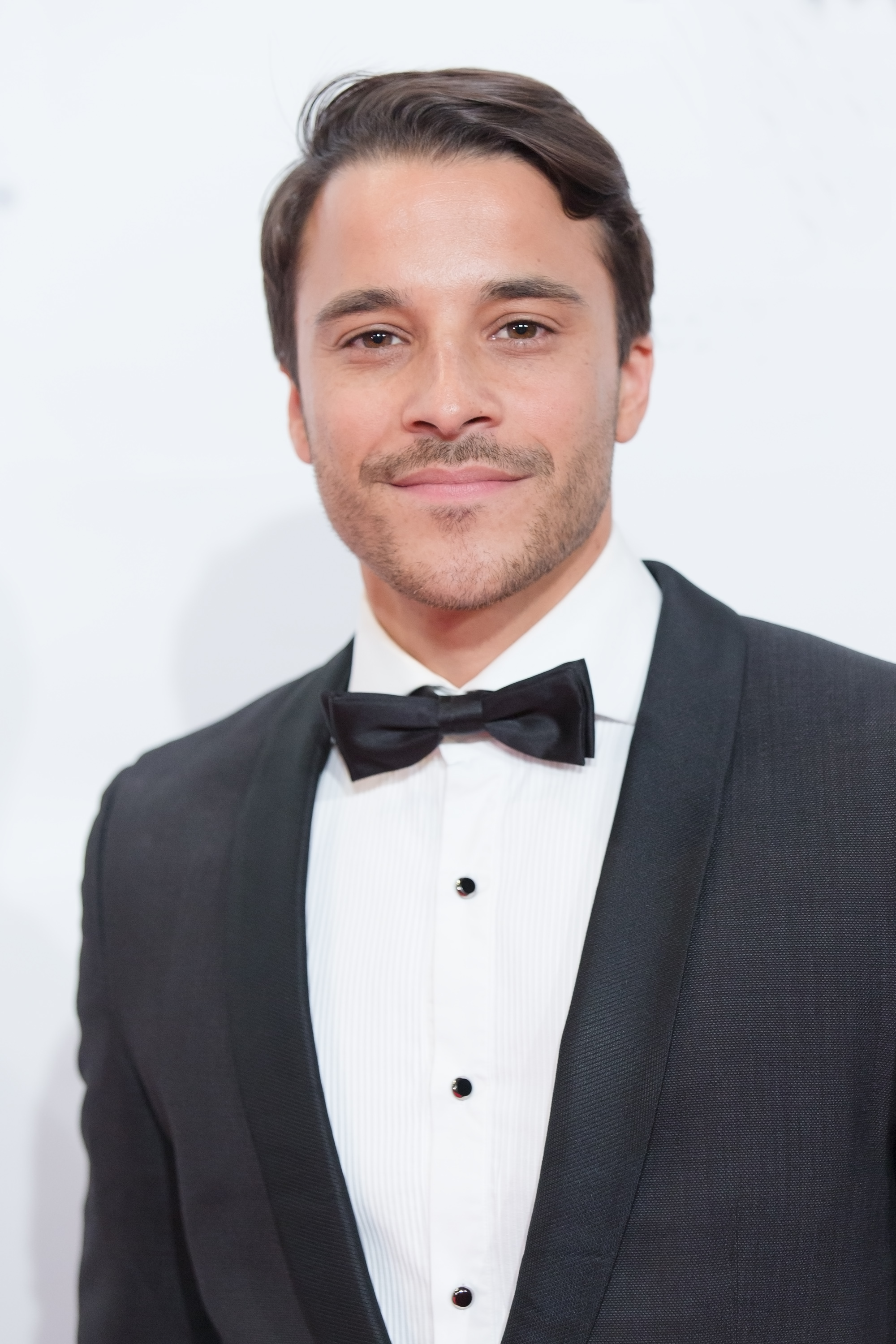
Das Ensemble um Hauptdarsteller Kostja Ullmann erhielt positive Kritiken für sein Spiel.

Tilmann P. Gangloff bezeichnete Auf einmal war es Liebe in seiner Rezension auf Tittelbach.tv als „die womöglich schönste romantische Komödie des Jahres“. Die besondere Qualität des Films liege „in seinem warmherzigen Humor, denn mindestens so gelungen wie die Umsetzung und die herausragende Arbeit mit den vier Hauptdarstellern Kostja Ullmann, Julia Hartmann, Johannes Allmayer und Kim Riedle sind die kleinen Ideen, mit denen Autor-Regisseur André Erkau viele Dialogszenen gewürzt hat. An diesem Film, der zudem eine liebenswerte Hommage an die Freundschaft ist, stimmt einfach alles: Tempo, Witz, die kleinen Slapstickmomente“. Der Kritiker vergibt insgesamt 5 von 6 Sternen.
Kultur-Redakteur Axel Seitz befand in seiner Kritik für NDR 1 Radio MV, dass vor allem „Kostja Ullmann als Jakob, Julia Hartmann als Marie und Kim Riedle als Lotte in ihren Rollen“ überzeugten und resümierte: „Die Geschichte allerdings hält keine großen Überraschungen bereit. Auf einmal war es Liebe ist wie ein Glühwein auf dem Weihnachtsmarkt, der schmeckt, dem aber der Schuss Rum und die nötige Temperatur fehlt. Hübsch anzusehen ist diese leichte Weihnachtskomödie. Zum Weihnachtsklassiker fehlt ihr aber der letzte Pfiff“.
Hans Czerny vom Weser-Kurier befand, dass die „Wohlfühl-Komödie“ nur „schwer in Fahrt“ komme. Ein „gewisser Kitsch“ lasse sich in Anbetracht der Geschichte zwar nicht „einfach so umgehen“ und Erkau versuche zumindest, „die Gefühlspflicht denn auch von vorne“ anzugehen und „den Stier bei den Hörnern“ zu packen, doch Auf einmal war es Liebe sei im Ganzen nicht mehr als „eine Geschichte, die den üblichen Wohlstands-Weihnachtsklischees auf sympathische Weise zu entkommen versucht, die dann aber doch irgendwo zwischen Hollywood und dem üblichen Lilly-Schönauer-Herzschmerz landet“.
„Auch hinter dem Titel Auf einmal war es Liebe scheint sich auf den ersten Blick ein im üblichen Muster gestrickter Vorweihnachtsfilm zu verbergen. Aber das stimmt nicht, oder zumindest nicht ganz“, schrieb Marie-Luise Braun in ihrer Rezension für die Neue Osnabrücker Zeitung. „Hier und da flackert Humor auf, der ohne die sonst übliche Keule auskommt. Es fühlt sich sogar an wie Ironie, wenn Kostja Ullmann als liebesverwirrter Jakob und Kim Riedle als durch Liebeserfahrungen zynisch gewordene Lotte aufeinander treffen“. Die Produktion sei „eine romantische Komödie mit wenig Kitsch“.

### Veröffentlichung
Auf einmal war es Liebe feierte am 31. Oktober 2019 auf den Nordischen Filmtagen Lübeck Uraufführung. Am 1. Dezember 2019 wurde der Spielfilm in der ARD Mediathek zum Abruf veröffentlicht. Die Free-TV-Premiere folgte am 6. Dezember im Rahmen der ARD-Reihe Endlich Freitag im Ersten im Ersten und erreichte 3,26 Millionen Zuschauer und 11,5 Prozent Marktanteil.